# Саламата

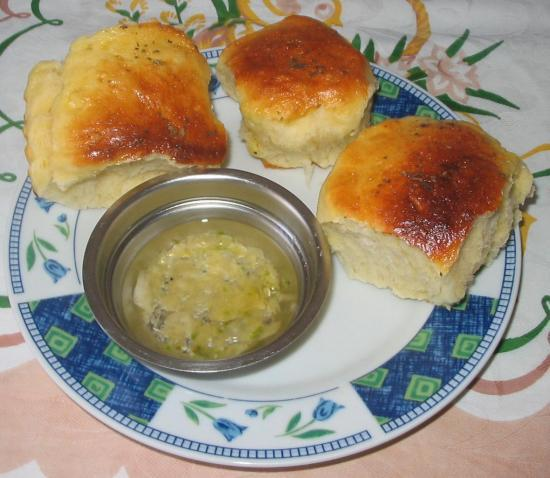
Современная украинская саламаха с маслом и толченым чесноком (в металлическом блюдце)

Салама́та (саломата, соломата, саламать, саламат, соломат, саламаха, кулага, калужка, завариха; укр. соломаха) — мучная каша или густой мучной кисель из прожаренной муки, заваренной кипятком и распаренной в печи; иногда с добавлением сала или масла. Мука может быть гречневой, пшеничной, ржаной или овсяной.
Саламата на Вологодчине — овсяная крупа, поджаренная на масле или сале.

## Описание
У восточных славян употреблялась повсеместно. Упоминается в «Указе о трапезе Тихвинского монастыря», XVI век. Саламата была как будничным, так и обрядовым и праздничным блюдом.
В качестве походной пищи запорожских казаков упоминают многие авторы художественных произведений. Например, Николай Васильевич Гоголь в повести «Тарас Бульба», а также Владимир Кириллович Малик.
На Руси на Починки на обед традиционно готовили саламату.

## Связанные понятия
- Саламатник (арх.) — пирог толокняный, на масле.
- Саламатить — говорить пространно, вяло и пусто.
- Саламаха (бел.) — сладкий и пьяный напиток, род варенухи, из водки, мёда, слив и вишен.
- Соломаха или солоха — вялая, нерасторопная женщина.
- Саламат (саламаад) у бурят называется бур. шанаһан зөөхэй и варится он на сметане.[источник не указан 1278 дней]

## Поговорки
- На Симеона — саламата на двор.
- Ливенцы саламатой мост обломили (ливенцы повезли навстречу воеводе саламаты, по горшку со двора).